# Elios-zaak
De Elios-zaak of de Tiborcz- zaak is een van de meest controversiële gevallen van vermeende corruptie in het Hongaarse politieke leven. In verschillende steden voerde hetzelfde bedrijf, Elios, de modernisering van de openbare verlichting uit, waarvan een van de doelen het gebruik van energiebesparende, op LED gebaseerde straatlantaarns was, maar de bevolking merkte dat aan het einde van het project, de verlichting van de straten veel zwakker werd dan voorheen.
De modernisering werd uitgevoerd met aanzienlijke steun van de EU. In verschillende zaken tegen Hongarije ontstonden vermoedens van oneigenlijk gebruik van gelden, daarom is het Europees Bureau voor Fraudebestrijding (OLAF) een onderzoek gestart. Een daarvan was het project openbare verlichting.

## Aankondiging van aanbestedingen
OLAF onderzocht vijfendertig projecten voor de modernisering van de openbare verlichting die werden uitgevoerd in het kader van het operationele programma milieu en energie. In september 2009 en december 2012 zijn ze aanbesteed voor de energieverbetering van gebouwen en de modernisering van de openbare verlichting, en in september 2014 voor de energiebesparende ombouw van de openbare verlichting.
In 2015 berichtte de Hongaarse pers al over de onregelmatigheden die ontstonden tijdens het bieden en werd er zelfs een politieonderzoek ingesteld.
Bij 17 van de 35 door OLAF onderzochte aanbestedingen bleek bij de aanbesteding een georganiseerd fraudemechanisme te zijn opgezet: de aanbesteding van 2012 was zodanig aanbesteed dat alleen Elios Innovatív Zrt. aan de voorwaarden voldeed. Volgens OLAF is er een probleem met deze hele methode, omdat de aanbestedingen niet zijn geschreven onder verwijzing naar marktomstandigheden of aanbiedingen, maar andersom. Bij elke aanvraag ging het erom dat ze nog wel aan de gestelde voorwaarden voldoen, maar dat de gemeente hiervoor de hoogst mogelijke kosten zou moeten betalen.

## Technische problemen
Traditionele lampen ( gloeilampen ) verspillen het grootste deel van de energie die wordt gebruikt voor warmteproductie, slechts 2-5% van de energie wordt gebruikt om licht te produceren. Met fluorescentielampen is de situatie veel beter: 20-25%.
Omwille van het milieu heeft de Europese Unie zich voorgenomen om de verlichting gedurende meerdere jaren te moderniseren. Enkele jaren geleden werden in Hongarije ook energiebesparende lichtbronnen geïntroduceerd, die volgens hetzelfde principe en dezelfde efficiëntie werken als TL-buizen: om dezelfde hoeveelheid licht te produceren, verbruiken ze maar een tiende van de energie in vergelijking met een traditionele gloeilamp.
LED-lichtbronnen zijn nog efficiënter omdat ze licht produceren zonder warmte af te geven. Ze zijn erg populair, bijvoorbeeld voor fietsverlichting en zaklampen. Ze hebben echter twee nadelen: hun helderheid is veel lager (dit is al een probleem met energiebesparende branders), en ze kunnen alleen gericht licht produceren, geen diffuus licht. Dit maakt ze alleen geschikt voor straatlantaarns door zorgvuldig afgestelde, gecompliceerde lichtreflecterende elementen te gebruiken. Het opzetten van de elementen is echter zeer arbeidsintensief en kostbaar. Als het niet goed gedaan wordt is de verlichting niet goed genoeg.

## István Elios en Tiborcz
Elios Innovatív Zrt. is in 2009 opgericht onder de naam ES Holding Zrt . In 2010 veranderde het zijn naam in E-os Innovatív Zrt. en vervolgens in 2013 in het beroemde Elios Innovatív Zrt .
Op het moment van oprichting had het bedrijf twee eigenaren: István Tiborcz en een offshorebedrijf op de Britse Maagdeneilanden, verborgen achter een Hongaars bedrijf, dat in december 2009 werd vervangen door een Cypriotisch offshorebedrijf.
Vanaf 2010 was via Közgép ook de toenmalige regeringspartij Lajos Simicska als eigenaar aanwezig in het bedrijf, waaruit hij twee jaar later vertrok, maar geen dividend ontving.
Een van de oprichters van het bedrijf was de schoonzoon van premier Viktor Orbán, István Tiborcz, die tot mei 2015 in verschillende vormen een rol in het bedrijf speelde:
- In 2009 was hij een indirecte eigenaar, evenals een ondertekenend directeur en bestuurslid
- Vanaf 2010 was hij niet langer de eigenaar, maar bleef hij lid van het bestuur
- Lid van de raad van bestuur van juni 2012 tot januari 2014
- Vanaf april 2014 is hij weer een indirecte eigenaar met 50 procent eigendom
- Eind april 2015 verkocht hij zijn belangen in Elios aan West Hungária Bau Kft.

## Activiteit en inkomsten
In het jaar van oprichting genereerde het bedrijf een omzet van 8,4 miljoen forint, maar in 2011 was dit meer dan drie miljard.
Van 2009 tot eind 2013 genereerde het bedrijf in totaal HUF 300 miljoen aan dividenden en in 2014 en 2015 - dat wil zeggen na het vertrek van Simicska - in totaal bijna HUF 1,5 miljard. In 2014, toen István Tiborcz 50 procent eigendom van het bedrijf verwierf, won Elios opnieuw openbare aanbestedingen ter waarde van bijna drie miljard HUF.
Het grootste deel van de inkomsten van Elios (84% volgens Átlátszó.hu ) kwam van door de EU gefinancierde projecten, waarvan de hoofdactiviteit de bouw van openbare verlichtingssystemen met LED-technologie was. De eerste grote aanbesteding, die later als referentie voor Elios diende, werd in maart 2010 gewonnen door János Lázár in Hódmezővásárhely . "Ik ken István Tiborcz uit mijn tijd als burgemeester. (. . . ) Samen hebben we bedacht hoe we de openbare verlichting in Hódmezővásárhely konden moderniseren, wat een geweldig programma was." - verklaarde János Lázár, de minister die verantwoordelijk is voor het kabinet van de premier in november 2017.

## Onderzoeken tegen Elios in Hongarije
Verschillende van de door het bedrijf gewonnen openbare aanbestedingen werden voorbereid door Sistrade Kft., waarvan de eigenaar Endre Hamar is, de zakenpartner van István Tiborcz, en tegelijkertijd mede-eigenaar van Elios. Volgens een gepubliceerde audio-opname verscheen Elios anderhalf jaar voordat de aanbesteding daarvoor zelfs maar werd aangekondigd in een hoogwaardig project.
In 2014 is de eerste rapportage gemaakt. In maart 2015 startte de politie een onderzoek tegen Elios Zrt. in verband met vier openbare aanbestedingen, en begon OLAF ook met een onderzoek naar de programma's KEOP 5.5.0/A/12 en KEOP 5.5.0/K/14 die de reconstructie van openbare verlichting financieren. volgens bronnen uit de industrie, Elios "uitgeschreven". Het onderzoek vond geen bewijs van wangedrag en werd in 2016 afgesloten. Daarna begon OLAF de kwestie te behandelen - op verzoek van Benedek Jávor, en thuis diende de toenmalige LMP-vertegenwoordiger András Schiffer nog een rapport in.

## Het OLAF-rapport
OLAF beveelt aan om 43,7 miljoen euro, ofwel meer dan 13 miljard HUF, aan EU-steun op te nemen in verband met de spectaculaire verduistering van Elios Innovatív Energetika Zrt., een voormalig belang van de schoonzoon van Viktor Orbán, István Tiborcz .
Op 12 januari 2018 ontving het openbaar ministerie het gerechtelijk verzoek van OLAF en opende een onderzoek naar de zaak. Op 6 november 2018 heeft de politie het onderzoek gesloten wegens het uitblijven van een misdrijf.
OLAF reageerde op het Hongaarse politierapport door te zeggen dat het "de bevindingen en het bewijsmateriaal van OLAF niet ongeldig maakt. Die kunnen dan later een financiële vergoeding vragen aan de lidstaat." Met andere woorden, de teruggevorderde 13 miljard "heeft geen nadelige gevolgen voor Elios en zijn eigenaren, maar voor de Hongaarse belastingbetalers." Ondertussen vraagt de Europese Rekenkamer om uitbreiding van de bevoegdheden van OLAF, zodat ook de landen die geen deel uitmaken van het Europees Openbaar Ministerie niet met corruptie kunnen wegkomen.
De stad Siófok was ook betrokken bij de openbare verlichting. Nadat het onderzoek was afgerond, verklaarde de burgemeester dat de politie hem niet om papieren heeft gevraagd. Ook Hódmezővásárhely was erbij betrokken, maar de politie kwam ook niet bij hen langs.
Nog voor de beëindiging van het onderzoek werd de zaak openbare verlichting in Vác gescheiden van de "grote zaak", dus wordt het verder onderzocht, hoewel het nieuws hierover pas later de media bereikte.

## Informatievoorziening
OLAF publiceert geen gegevens in een lopende zaak, het stuurt zijn rapport alleen naar de betrokken regering, maar de online krant 24.hu heeft het rapport weten te bemachtigen.
Noch de regering, noch Fidesz is bereid het publiek over de zaak te informeren. In plaats daarvan instrueerde de fractieleider van de partij, Gergely Gulyás, zijn Fidesz-politici in een brief (voornamelijk de representatieve kandidaten in individuele kiesdistricten) over wat ze moesten zeggen als ze vragen over de kwestie zouden krijgen.
Nadat de openbare tv-zender tot 12 november 2018 geen enkel woord over de zaak Elios had gezegd, kondigde de onafhankelijke vertegenwoordiger Ákos Hadházy een demonstratie aan voor 9 december voor het tv-hoofdkwartier in Kunigunda Street.

## Meer informatie
- Az Elios Zrt. hivatalos honlapja. elios.hu (Hozzáférés: 2018. nov. 10.)
- Tiborcz-ügy. parlament.hu dr. Legény Zsolt (MSZP) két írásbeli kérdése Lázár Jánoshoz.
- Kivilágítják a Nemzeti Nyomozó Irodát az ELIOS-nyomozás leállítása miatt felháborodott polgárok. merce.hu (2018. nov. 11.) Tüntetés.